# Bisdom Pinar del Río
Het bisdom Pinar del Río (Latijn: Dioecesis Pinetensis ad Flumen) is een rooms-katholiek bisdom met als zetel Pinar del Río, in Cuba. Het bisdom is suffragaan aan het aartsbisdom San Cristobal de la Habana. 

## Geschiedenis
Het bisdom werd opgericht op 20 februari 1903, uit delen van het bisdom San Cristobal de la Habana, en was suffragaan aan het aartsbisdom Santiago de Cuba. Op 6 januari 1925 veranderde het van kerkprovincie en werd suffragaan aan het nieuw verheven aartsbisdom San Cristobal de la Habana. 

## Parochies
Het bisdom had in 2022 een oppervlakte van 13.500 km2 en telde 873.000 inwoners waarvan 92,7% rooms-katholiek was.

## Bisschoppen
- Braulio Orúe y Vivanco (15 september 1903 - 21 oktober 1904)
- José Manuel Dámaso Rúiz y Rodríguez (18 april 1907 - 30 maart 1925)
- Evelio Díaz y Cía (26 december 1941 - 21 maart 1959)
- Manuel Pedro (Antonio) Rodríguez Rozas (16 januari 1960 - 4 december 1978)
- Jaime Lucas Ortega y Alamino (4 december 1978 - 20 november 1981; kardinaal in 1994)
- José Siro González Bacallao (30 maart 1982 - 13 december 2006)
- Jorge Enrique Serpa Pérez (13 december 2006 - 5 juni 2019)
- Juan de Dios Hernández Ruiz (5 juni 2019 - heden)

## Galerij van afbeeldingen

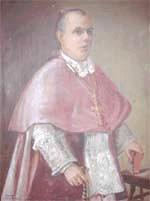
Bisschop Braulio Orúe y Vivanco (1903-1904)
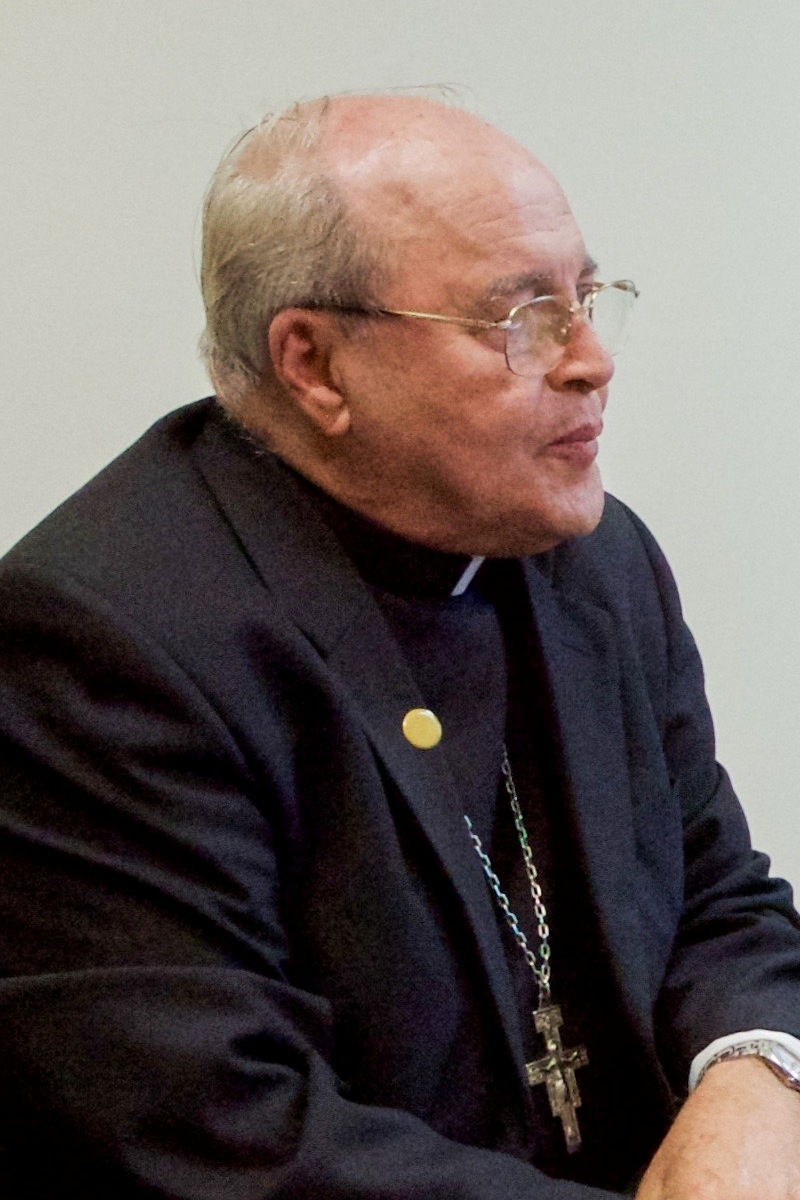
Kardinaal Jaime Lucas Ortega y Alamino in 2015, bisschop van Pinar del Río van 1978 tot 1981